# Clavaria gibbsiae
Clavaria gibbsiae är en svampart som beskrevs av Ramsb. 1917. Clavaria gibbsiae ingår i släktet Clavaria och familjen fingersvampar.   Inga underarter finns listade i Catalogue of Life.